# Élections législatives niuéennes de 1990
Des élections législatives se tiennent à Niué le 7 avril 1990.

## Système politique et électoral
Pays composé d'une unique île polynésienne, Niué est un État de facto indépendant, en libre association avec la Nouvelle-Zélande, qui conserve de jure la souveraineté sur l'île. En pratique, il n'y a pas d'ingérence néo-zélandaise dans les affaires niuéennes. Niué est une démocratie parlementaire fondée sur le modèle de Westminster.
Le Fono Ekepule est un parlement monocaméral composé de 20 députés élus pour trois ans selon un mode de scrutin mixte. Le pays compte quatorze circonscriptions électorales, élisant chacune un député. Chaque village niuéen correspond à une circonscription, à l'exception de la capitale, Alofi, qui est scindée en deux d'entre elles. Pour ces quatorze sièges, l'élection s'effectue au scrutin uninominal majoritaire à un tour, hérité du modèle britannique. Pour l'attribution des six autres sièges, les électeurs (soit tout résident permanent âgé d'au moins 18 ans) sélectionnent six noms parmi une liste de candidats. Ces sièges sont ainsi attribués via un mode de scrutin plurinominal majoritaire à un tour : les six candidats ayant reçu le plus de voix sont élus.

## Contexte
Le gouvernement de Sir Robert Rex a conservé sa majorité parlementaire à toutes les élections depuis l'indépendance du pays en 1974. Aux élections de 1987, l'opposition s'était organisée en un Parti du peuple niuéen (PPN), premier et seul parti politique à être fondé à Niué, mais n'avait obtenu que quatre sièges,.

## Résultats et formation du gouvernement
Les résultats détaillés ne sont pas connus. Le PPN remporte toutefois douze sièges, soit la majorité absolue. Le chef du PPN, Young Vivian, est reconduit sans adversaire dans sa circonscription du village de Hakupu. Sani Lakatani, autre figure fondatrice du PPN, qui avait échoué à obtenir un siège aux élections de 1987, obtient cette fois un siège au scrutin national. O'love Jacobsen, entrée au Parlement à l'occasion d'une élection partielle en 1988 et devenue une figure majeure de l'opposition remarquée pour « son interrogation tenace des ministres pendant les débats à l'Assemblée », est la mieux élue de tous les candidats au scrutin national.
Robert Rex demeure député d'Alofi-sud, tandis que son épouse Patricia Rex et leur fils Mautua Rex (dit également Robert Junior) sont réélus députés au scrutin national. Fisa Pihigia, jusque là haut fonctionnaire aux douanes, et Dion Taufitu, ancien secrétaire du Parlement, font leur entrée au Parlement respectivement comme députés de Tuapa et de Toi, tandis que Morris Tafatu (du PNN) y retrouve un siège au scrutin de liste après avoir démissionné de ses fonctions de député en 1989 pour des raisons de santé. Opili Talafasi entre au Parlement comme député de Hikutavake, circonscription qui le réélira continuellement jusqu'en 2023 ; Jack Lipitoa est reconduit comme député Namukulu. En tout, le Parlement issu de ces élections compte six nouveaux députés.
Ayant remporté ces élections, les deux grandes figures du PPN, Young Vivian et Sani Lakatani, se disputent le poste de Premier ministre. Cela permet à Robert Rex d'exploiter la scission des députés du parti avant la première session de la nouvelle assemblée ; il parvient à persuader quatre élus du PPN, dont Sani Lakatani, à rejoindre son camp. Lorsque le Parlement siège le 13 avril, les députés réélisent Sam Tagelagi à la présidence du Parlement puis réélisent Sir Robert Rex Premier ministre par douze voix contre huit pour Young Vivian,,. 
Robert Rex nomme Sani Lakatani ministre des Finances, mais le limoge en septembre, de même que le ministre des Travaux publics, de la Santé et de l'Éducation Frank Lui, pour avoir tenté de forger une majorité parlementaire pour le destituer. Le Premier ministre fait alors entrer Young Vivian dans son gouvernement aux postes de ministre des Finances et ministre de l'Éducation, et nomme le nouveau député Fisa Pihigia ministre des Travaux publics, des Télécommunications et des Relations avec les Entreprises. C'est le dernier gouvernement de Robert Rex, qui meurt dans l'exercice de ses fonctions en décembre 1992, après avoir annoncé qu'il se retirerait de la vie politique en 1993 en raison d'une longue maladie. Le Parlement élit Young Vivian Premier ministre à sa succession, dans l'intérim avant les élections de 1993.